# جولیوس اورجی
جولیوس اورجی (انگلیسی: Julius Urgiß؛ ۶ اوت ۱۸۷۳ – ۱۲ مارس ۱۹۴۸ (۷۴ سال)) فیلم‌نامه‌نویس، روزنامه‌نگار، نقد فیلم، منتقد تئاتر، منتقد موسیقی و نویسنده اهل آلمان بود. از جمله آثار او می‌توان به خیابان و خانم جولی اشاره کرد.